# Monestir de Sanahín
El monestir de Sanahín està situat al nord d'Armènia, a la província de Lorí, dins del terme d'Alaverdi, en un altiplà elevat sobre la ciutat i el riu, que es troben al fons de la vall. Al seu voltant s'aixeca el poble de Sanahín. El lloc va ser declarat Patrimoni de la Humanitat el 1996, junt amb el proper monestir de Hakhpat.
És possible que Sanahín s'aixequés sobre un temple precristià; també hi ha referències a esglésies molt anteriors, fins i tot del segle iv o V. El monestir fou fundat el 966, sota la dinastia dels Bagràtides. Va tenir una importància capital en la cultura, s'hi ensenyava humanitats, medicina i altres ciències, hi havia un escriptori d'on van sortir llibres, molts d'aquests il·lustrats amb miniatures.
Es tracta de diversos edificis aixecats en èpoques diverses: l'església d'Astvatsatsin ('la Mare de Déu'), d'Amenaprkitch ('el Salvador'), els seus atris (els gavits), la capella de Sant Gregori, una acadèmia, una biblioteca i el campanar.

## Església de la Mare de Déu

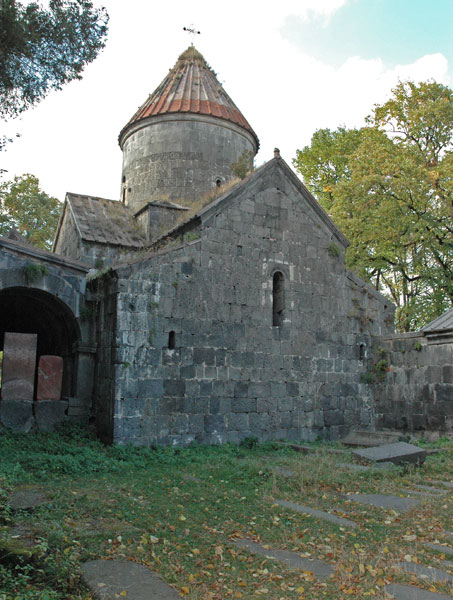
Façana de llevant de l'església de la Mare de Déu

El conjunt monàstic està centrat per l'església de la Mare de Déu, començada cap al 930 i acabada deu anys més tard. És anterior, per tant, a la fundació del monestir. Té una nau, amb creuer i quatre capelles annexes, característiques de l'arquitectura armènia. Al timpà de la capella de l'esquerra hi ha una maqueta de pedra de l'edifici. La cúpula sobre tambor és posterior, del segle xviii.

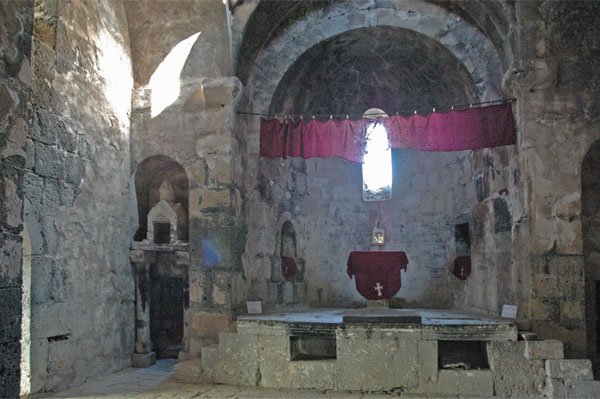
Interior de l'església de la Mare de Déu, amb el model d'església al timpà de la capella lateral

## Església del Salvador

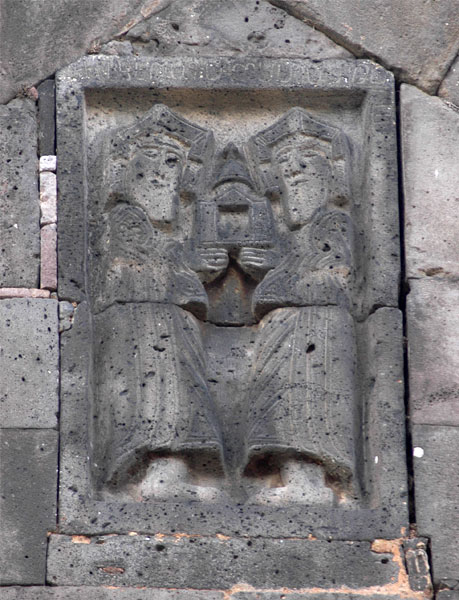
Simbaci i Gurguèn amb un model de l'església. A la façana de llevant de l'església del Salvador

Al costat d'aquesta església, la reina Khosrovanuysh i el seu espòs Asoci III van aixecar entre el 966 i 972 l'església del Salvador, la més important del monestir, dedicada pels seus fills Simbaci i Gurguèn, que figuren representats en un relleu de la façana de llevant amb un model de l'església a les mans, un dels primers exemples d'aquest tipus a Armènia. La planta és similar a l'anterior, però més gran. L'edifici té unes capelles annexes de dos pisos. La cúpula se'n va refer el 1184.

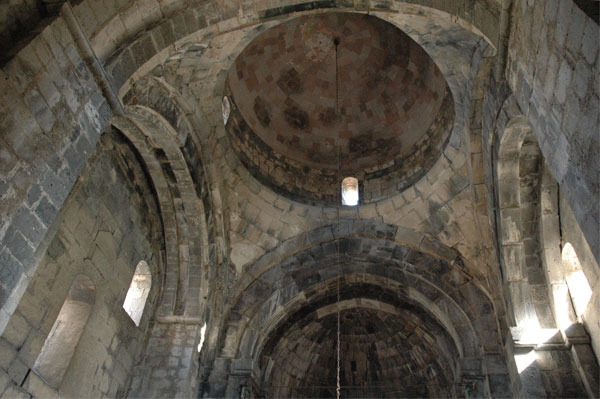
Interior de l'església del Salvador

## L'escola

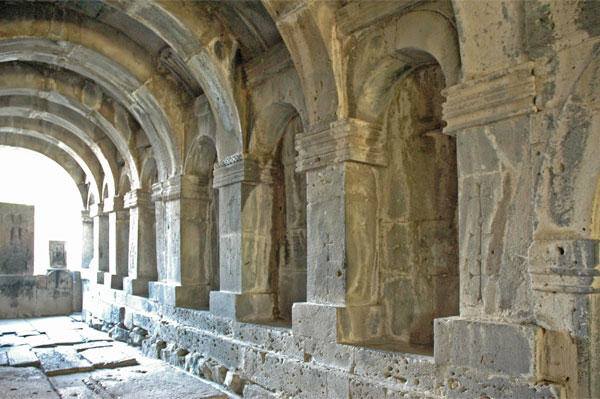
La galeria de l'escola, situada entre les esglésies

Entre les dues esglésies estava situada una escola teològica; es va aixecar en dues etapes: a finals del segle x i a començament del segle xi. Es tracta d'un espai rectangular cobert amb una sèrie d'arcs que reposen en columnes adossades als murs de les esglésies. Era una mena d'universitat on hi va ensenyar el filòsof i escriptor Gregori Mestre Pahlavuní al segle xi. L'activitat va decaure en aquell mateix segle a conseqüència de les invasions seljúcides, però es va refer al segle xii, amb una ampliació (el gavit de l'església de la Mare de Déu).

## Elsgavits

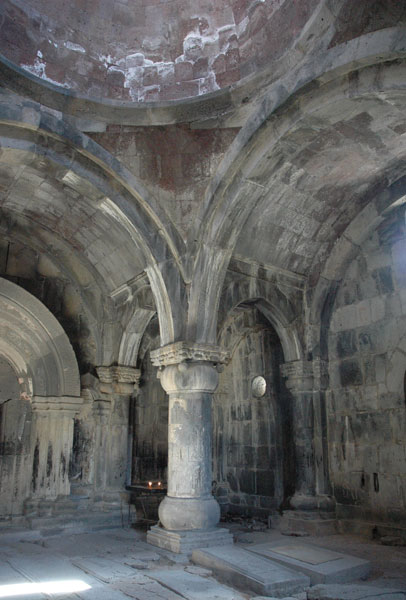
El gavit de l'església del Salvador

Al segle xii comencen a aixecar-se els porxos característics de les esglésies armènies: els gavits. El gavit o nàrtex de l'església del Salvador fou bastit el 1181 per l'arquitecte Thamhair i per encàrrec de l'abat Johannes i la família reial. És un exemple primerenc d'aquesta mena d'edificis amb quatre columnes centrals, basat en les cases populars armènies. Les columnes estan unides per arcs, entre els quals se situa una cúpula semiesfèrica, amb una llanterna. Té els capitells decorats, així com el portal d'entrada.

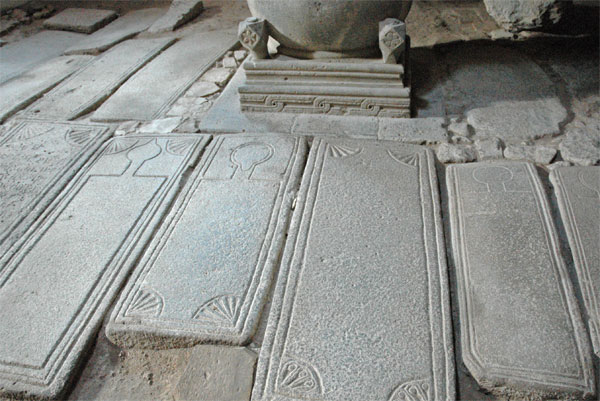
Paviment del gavit de l'església del Salvador

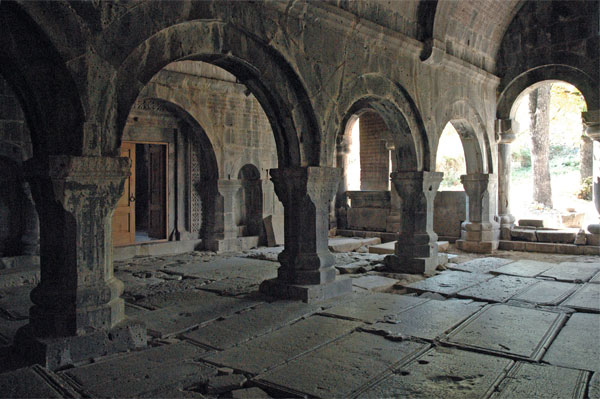
El gavit de l'església de la Mare de Déu

Per un altre portal es pot passar al gavit de l'església de la Mare de Déu, que és més modern. Va ser aixecat pel príncep Vache Vachutian el 1211 i és diferent: es tracta d'una sala amb tres naus separades per columnes cobertes amb voltes de canó. El paviment està atapeït de làpides sepulcrals. Exteriorment presenta cobertes a dos vessants, una per a cada nau. Al nord d'aquest gavit es va aixecar, al segle xiii, un campanar independent.

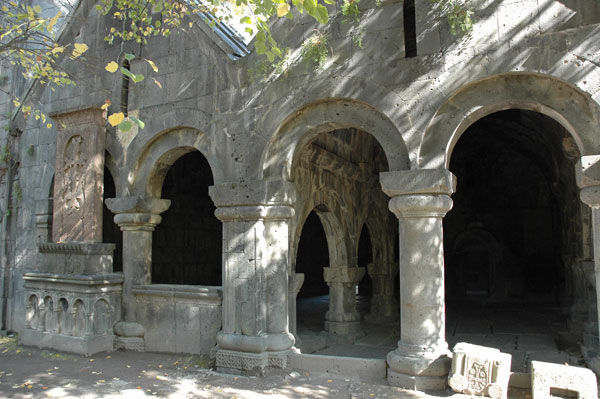
Façana del gavit de l'església de la Mare de Déu, amb les cobertes a dos vessants
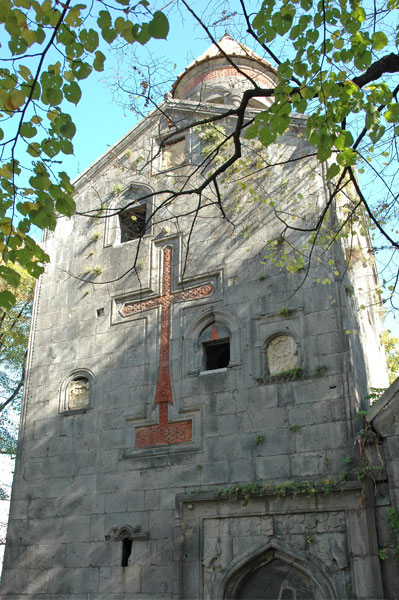
El campanar

## Capella de Sant Gregori

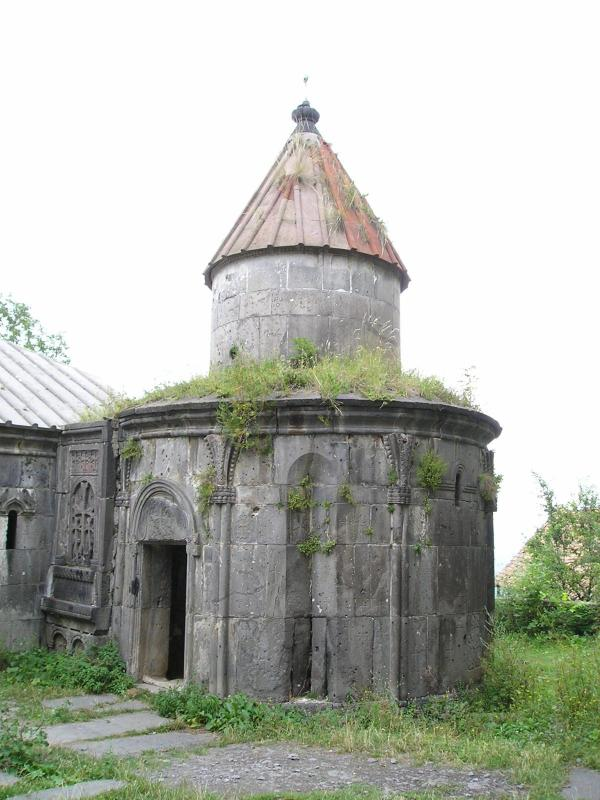
Capella de Sant Gregori

La capella de Sant Gregori (1061), la feu aixecar Hranuc, reina de Taixir. És de reduïdes dimensions. Exteriorment és de planta circular i interiorment té un espai central amb quatre absis, cobert amb una cúpula. Té un senzill portal decorat.

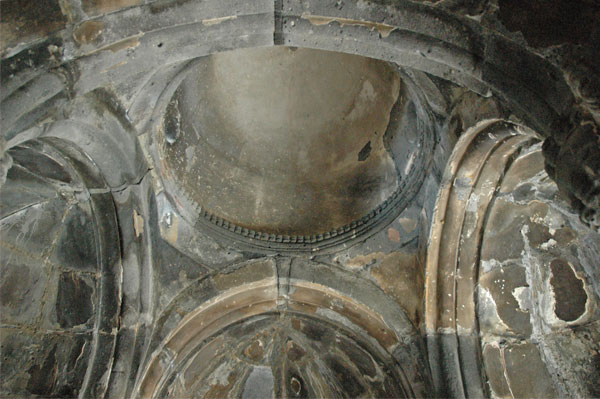
Interior de la capella

## La biblioteca

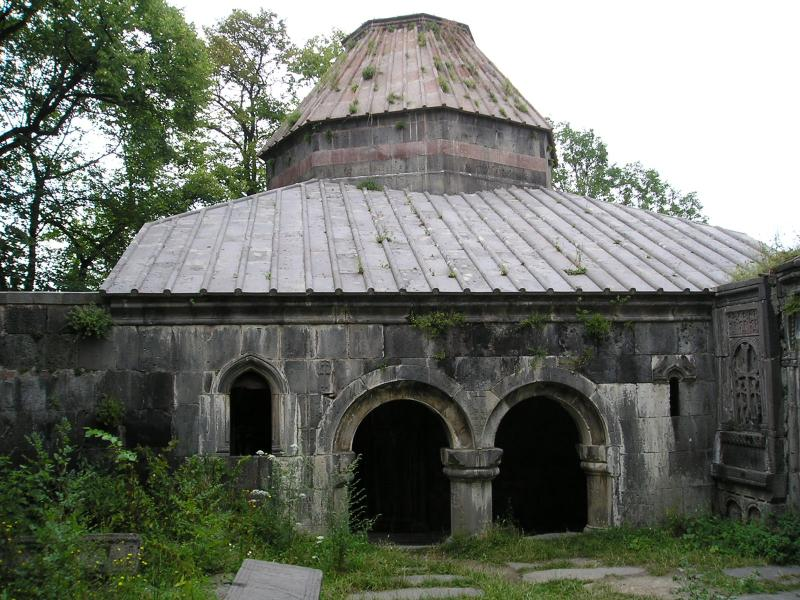
La biblioteca

A través d'un porxo del segle xiii, hom accedeix a la biblioteca o matenadaran, aixecada el 1063 per la mateixa reina Hranuc com a capella per a les relíquies. Arquitectònicament és molt interessant: és de planta quadrada i amb les columnes que suporten les voltes adossades al bell mig dels murs que la tanquen, de manera que els arcs que uneixen aquestes columnes van en diagonal d'un mur a l'altre. Entre els arcs s'aixeca una cúpula amb llanterna.

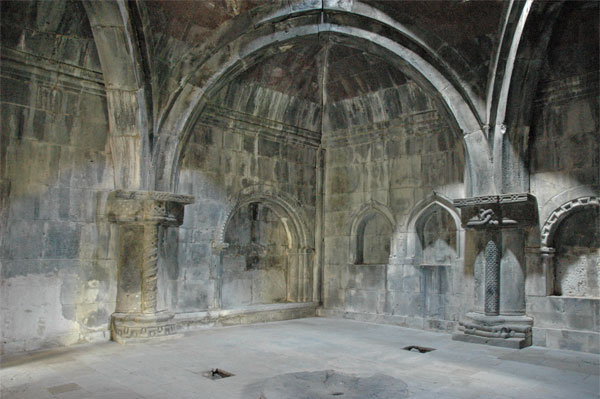
Interior de la biblioteca amb els arcs entregirats

Una mica apartat es troba el mausoleu de la dinastia dels Zakarian, que es va fer a cavall dels segles x i xi, amb una cripta.
L'església de la Resurrecció (Harutiun) és de començaments del segle xiii, interessant per la seva planta, formada per dues naus iguals, amb altars.
Hom atribueix la decadència del lloc a una invasió dels mongols, el 1235, quan bona part del monestir fou destruït: la residència dels monjos, l'església de Sant Jaume, un gavit del segle x, un caravanserrall i la tomba dels Korikian. Es va restaurar al segle xvii.
El cineasta armeni Sergei Parajanov va filmar escenes de la seva pel·lícula El color de la magrana en el monestir.